# Волоочко гірське
Волоочко гірське (Troglodytes solstitialis) — вид горобцеподібних птахів родини воловоочкових (Troglodytidae). Поширений у Південній Америці.

## Поширення
Ареал виду простягається уздовж схилів Анд від Венесуели, Колумбії, Еквадору, Перу та Болівії до північно-західних провінцій Аргентини. Віддає перевагу вологим лісам і узліссям, а також хмарним лісам аж до межі дерев. Зрідка зустрічається в бамбукових заростях. Зазвичай його можна знайти на висоті від 1700 до 3500 метрів, але на півночі Аргентини його спостерігали на висоті до 700 метрів.

## Підвиди
Відомо п'ять підвидів:
- Troglodytes solstitialis solitarius  Todd, 1912[4] зустрічається в західній і центральній Колумбії та західній Венесуелі.
- Troglodytes solstitialis solstitialis Sclater, PL, 1859[5] поширений від крайнього південного заходу Колумбії через Еквадор до північно-західного Перу.
- Troglodytes solstitialis macrourus von Berlepsch & Stolzmann, 1902[6] зустрічається у східно-центральному Перу.
- Troglodytes solstitialis frater Sharpe, 1882[7] поширений у південно-східному Перу та Болівії.
- Troglodytes solstitialis auricularis Cabanis, 1883[8] зустрічається на північному заході Аргентини.